# SN 2001bg
SN 2001bg – supernowa typu Ia odkryta 8 maja 2001 roku w galaktyce NGC 2608. W momencie odkrycia miała maksymalną jasność 14,00m.